# Stazione di Amorosi-Melizzano
Stazione di Amorosi-Melizzano vasútállomás Olaszországban, Amorosi településen.

## Vasútvonalak
Az állomást az alábbi vasútvonalak érintik:
- Nápoly–Foggia-vasútvonal

## Kapcsolódó állomások
A vasútállomáshoz az alábbi állomások vannak a legközelebb:
- Stazione di Telese-Cerreto
- Stazione di Frasso-Dugenta